# Битва при Крусах (1796)
Битва при Крусах — сражение, состоявшееся 22 сентября 1796 года в Черногории, в котором 30-тысячное османское войско во главе с Махмудом Пашой Бушатлией и семью французскими офицерами потерпело поражение от 6 тысяч солдат Черногории. Махмуд Паша Бушатлия был убит в бою, его голову, как символ победы Черногории отнесли в Цетинский монастырь, в месть за то, что он сжег Цетинский монастырь.
После поражения турки фактически потеряли контроль над регионом. После битвы к Черногории присоединились племена белопавличей и пиперов из местности Брда, поэтому в дальнейшем княжество-епископство официально стало называться Черногория и Брда. Однако турецкое правительство вплоть до 1850-х годов продолжало рассматривать Черногорию как часть Османской империи.